# Shatalov (cráter)
Shatalov es un cráter de impacto relativamente perteneciente a la cara oculta de la Luna. Se encuentra al oeste-suroeste del Mare Moscoviense, uno de los pocos mares lunares de la cara oculta. Al este-sureste de Shatalov, en el borde del Mare Moscoviense, se halla el cráter de mayor tamaño Belyaev.
|  |  |

Se trata de un cráter en forma de cuenco, con un borde exterior circular. Su apariencia es la típica de los cráteres lunares de este tamaño. Unido al borde exterior en el lado noreste aparece un pequeño cráter de impacto en forma de copa. El interior de Shatalov no está marcado por ningún impacto significativo.